# Yachthafen Enoshima

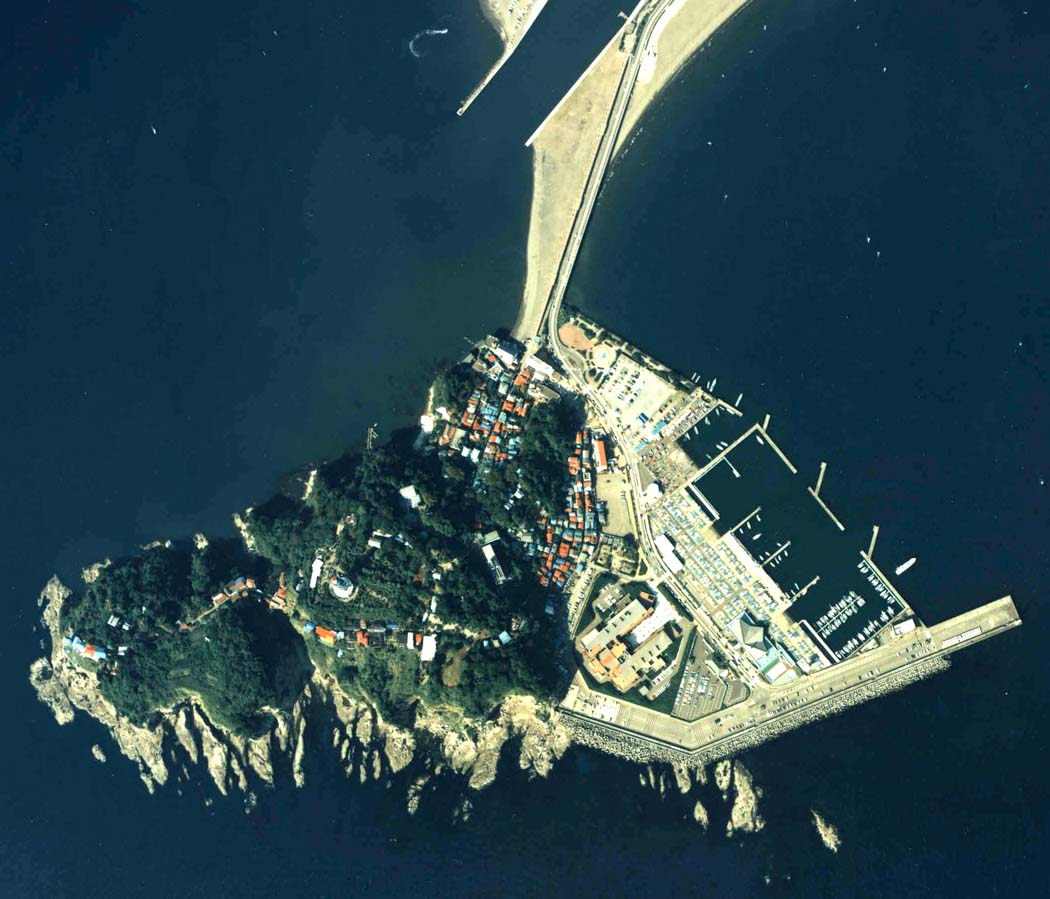
Luftbild von Enoshima, noch mit breiterem Tombolo und größerem Hafenbecken, 1988

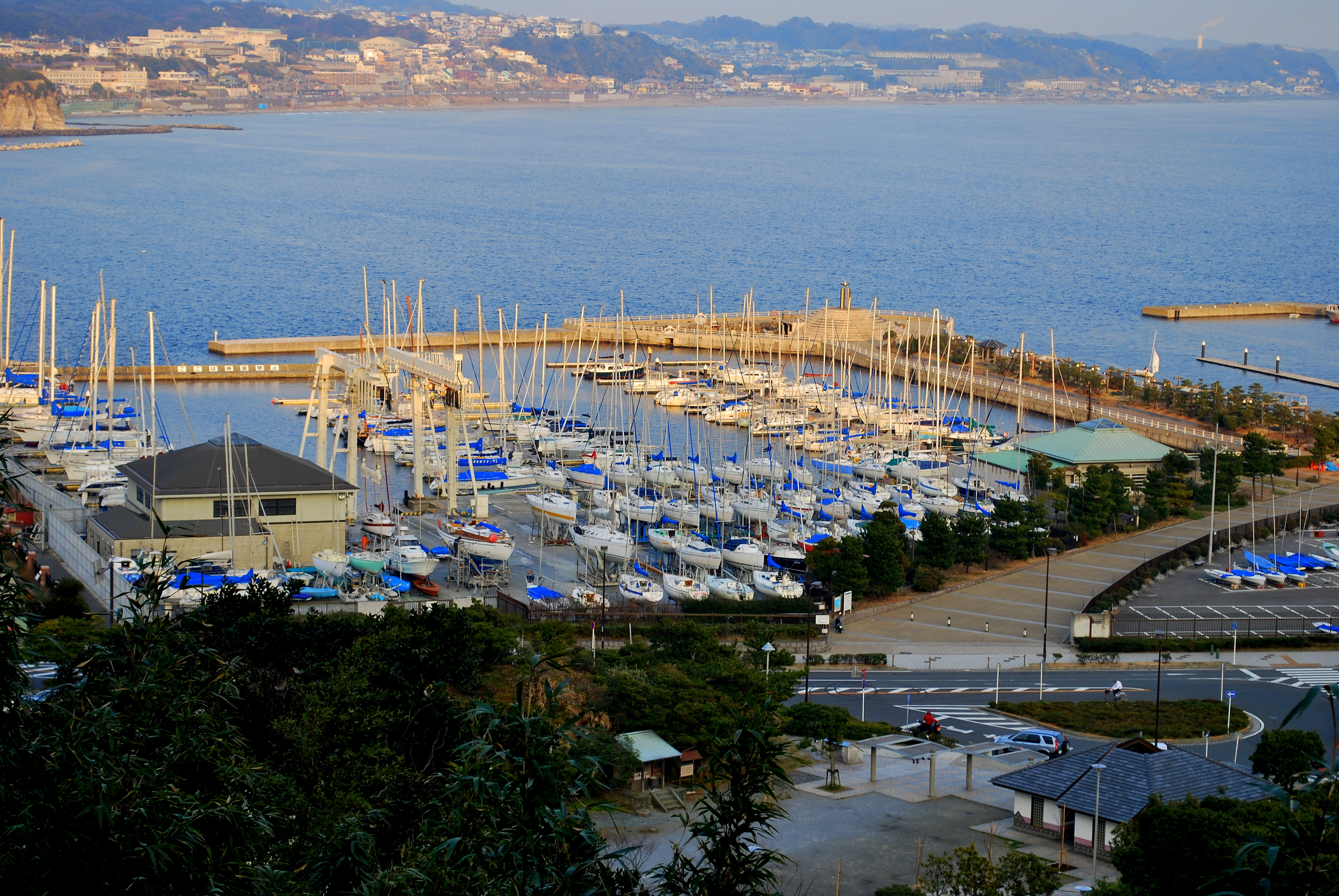
Luftaufnahme vom Yachthafen nach Umbau

Der Yachthafen Enoshima (Enoshima Yacht Harbor, jap. 江の島ヨットハーバー Enoshima yotto hābā) ist ein Sportboothafen auf der gleichnamigen Halbinsel in der Sagami-Bucht in Japan.
Der Yachthafen war der erste von Japan, der für Wettbewerbe im Segeln erbaut wurde und ist heute noch einer der größten Yachthäfen des Landes.
Bei den Olympischen Sommerspielen 1964 in Tokio war er Austragungsort der Segelwettbewerbe. Es folgten weitere Großereignisse im Segeln wie der Norway Friendship Yacht Race Cup, und nationale Meisterschaften. Auch eine Weltmeisterschaft in der 505er Klasse wurde hier ausgetragen. 
Bei den Sommerspielen 2020 sollen hier erneut die Segelwettbewerbe stattfinden.